# Rajko Lotrič
Rajko Lotrič (ur. 20 sierpnia 1962 w Jesenicach) – jugosłowiański skoczek narciarski. Najlepsze wyniki w Pucharze Świata osiągnął w sezonie 1987/1988, kiedy zajął 20. miejsce w klasyfikacji generalnej.

## Puchar Świata

### Miejsca w klasyfikacji generalnej
- sezon 1979/1980: –
- sezon 1980/1981: 60
- sezon 1981/1982: 46
- sezon 1982/1983: 63
- sezon 1983/1984: 75
- sezon 1984/1985: –
- sezon 1985/1986: 70
- sezon 1986/1987: 78
- sezon 1987/1988: 20
- sezon 1988/1989: 32
- sezon 1989/1990: –
- sezon 1990/1991: –

### Miejsca na podium chronologicznie
- Planica (27 marca 1988) – 2. miejsce

## Igrzyska olimpijskie
- Indywidualnie
  - 1988 Calgary (CAN) – 26. miejsce (normalna skocznia)

## Mistrzostwa świata
- Indywidualnie
  - 1982 Trondheim (NOR) – 52. miejsce (normalna skocznia)
  - 1989 Lahti (FIN) – 34. miejsce (duża skocznia), 46. miejsce (normalna skocznia)